# 锡蝇属
锡蝇属（学名：Ceylonomyia）为丽蝇科的一个属。

## 下属物种
本属包括以下物种：
- 乌足锡蝇 Ceylonomyia nigripes (Aubertin),1932